# فرودگاه پولکوو
فرودگاه پولکوو (روسی: Аэропорт Пулково؛ IPA: [ˈpulkəvə]) (یاتا: LED، ایکائو: ULLI) یک فرودگاه بین‌المللی در سنت پترزبورگ در کشور روسیه است که در سال ۱۹۳۲ افتتاح شده‌است. این فرودگاه دارای یک ترمینال مسافری است که در ۲۳ کیلومتر (۱۴ مایل) جنوب مرکز شهر سنت پترزبورگ قرار دارد فرودگاه پولکوو قطب شرکت هواپیمایی برای روسیه ایرلاینز و نورداویا است و علاوه بر شهر سنت پترزبورگ، فرودگاه مهم استان لنینگراد نیز محسوب می‌شود. این فرودگاه با جابجایی ۶٬۱۲۰٬۰۰۰ مسافر در سال ۲۰۲۲، ۲۹مین فرودگاه پررفت‌وآمد در اروپا بود.
فرودگاه پولکوو به‌طور رسمی در ۲۴ ژوئن ۱۹۳۲ به عنوان یک فرودگاه دولتی برای پروازهای داخلی افتتاح شد. بر اساس آمار سال ۲۰۱۷، تعداد ۱۶٬۱۲۵٬۵۲۰ مسافر از این فرودگاه عبور کرده‌اند که نسبت به سال ۲۰۱۶ افزایش ۲۱٫۶ درصدی را نشان می‌دهد. این فرودگاه ۴مین فرودگاه پررفت‌وآمد در روسیه و کشورهای پساشوروی محسوب می‌شود.

## شرکت‌های هواپیمایی و مقصدهای پروازی
به دلیل تبعات حمله روسیه به اوکراین پروازها به مقصد اتحادیه اروپا، بریتانیا، استرالزی، آمریکای شمالی، سوئیس، سنگاپور، شمال شرق آسیا، تایوان، ایسلند، هنگ کنگ و نروژ تا اطلاع ثانوی تعلیق شدند.
| شرکت‌های هواپیمایی        | مقصدهای پروازی |
| ------------------------ | --- |
| آئروفلوت                 | فرودگاه بین‌المللی شرمتیوو فصلی: فرودگاه آنتالیا، فرودگاه بین‌المللی غردقه، فرودگاه استانبول، فرودگاه خاباروفسک ناوی، فرودگاه یملیانو، فرودگاه بین‌المللی پوکت، فرودگاه بین‌المللی شرم‌الشیخ، فرودگاه بین‌المللی سوچی، فرودگاه بین‌المللی ولادی‌وستوک |
| هواپیمایی الجزایر        | فرودگاه هواری بومدین |
| ایر قاهره                | چارتر فصلی: فرودگاه بین‌المللی غردقه (آغاز از ۱۵ نوامبر ۲۰۲۳)، فرودگاه بین‌المللی شرم‌الشیخ |
| ایر صربیا                | فرودگاه بلگراد نیکولا تسلا |
| آلروسا                   | فرودگاه بین‌المللی ونوکووا |
| اویا ترافیک کمپانی       | فرودگاه بین‌المللی مناس، فرودگاه اوش |
| آذربایجان ایرلاینز       | فرودگاه بین‌المللی حیدر علی‌اف، فرودگاه بین‌المللی گنجه |
| Azimuth                  | فرودگاه کالوگا گرابتسف |
| آزور ایر                 | چارتر فصلی: فرودگاه آنتالیا، فرودگاه بین‌المللی باندرانیکی، فرودگاه دالامان، فرودگاه بین‌المللی النفیضه حمامات، فرودگاه بین‌المللی غردقه، فرودگاه بین‌المللی پوکت، فرودگاه بین‌المللی شرم‌الشیخ، فرودگاه بین‌المللی زنگبار |
| بلاویا                   | فرودگاه بین‌المللی مینسک |
| Centrum Air              | فرودگاه گرگانج |
| هواپیمایی شرقی چین       | فصلی: فرودگاه بین‌المللی شانگهای پودنگ |
| کرندون ایرلاینز          | چارتر فصلی: فرودگاه آنتالیا، فرودگاه دالامان |
| هواپیمایی امارات         | فرودگاه بین‌المللی دبی |
| هواپیمایی اتحاد          | فرودگاه بین‌المللی ابوظبی |
| Fly Arna                 | فرودگاه بین‌المللی زوارتنوتس |
| فلای‌دبی                  | فرودگاه بین‌المللی دبی |
| فلای وان                 | فرودگاه بین‌المللی زوارتنوتس |
| هاینان ایرلاینز          | فرودگاه بین‌المللی پکن |
| آی-فلای                  | فصلی: فرودگاه کادالا، فرودگاه خاباروفسک ناوی |
| ایکار                    | فرودگاه ایوانوف یوژنی، فرودگاه کورگان، فرودگاه سارانسک فصلی: فرودگاه بولشویه ساوینو، تونوشنا چارتر فصلی: فرودگاه بین‌المللی پوکت |
| آیزهاویا                 | فرودگاه وسکوف (پایان در ۳۰ نوامبر ۲۰۲۳)، فرودگاه ایژفسک |
| کوسموس ایرلاینز          | فرودگاه وسکوف (پایان در ۳۰ نوامبر ۲۰۲۳) |
| Kostroma Air Enterprise  | فرودگاه کوستروما |
| هواپیمایی ماهان          | فصلی: فرودگاه بین‌المللی امام خمینی |
| هواپیمایی معراج          | فصلی: فرودگاه بین‌المللی امام خمینی |
| نورداستار                | فرودگاه یملیانو، فرودگاه بین‌المللی دوموده‌دوو، فرودگاه الیکل |
| نوردویند ایرلاینز        | فرودگاه آباکان، فرودگاه بارنائول، فرودگاه بین‌المللی قازان، فرودگاه کمروف، فرودگاه یملیانو، فرودگاه ماگنیتوگورسک (بازگشایی از ۱۱ نوامبر ۲۰۲۳)، فرودگاه اویتاش، فرودگاه بین‌المللی شرمتیوو، فرودگاه اسپیچنکوف، فرودگاه تسنترالنی، فرودگاه اورنبورگ تسنترالنی، فرودگاه بین‌المللی کورومچ، فرودگاه بین‌المللی سوچی، فرودگاه بوگاشف، فرودگاه بین‌المللی اوفا فصلی: فرودگاه گورنو-آلتایسک، فرودگاه مگس، فرودگاه بین‌المللی امام خمینی چارتر فصلی: فرودگاه خاردینز دل ری (آغاز از ۳۱ دسامبر ۲۰۲۳) |
| نوول‌ایر                  | فصلی: فرودگاه بین‌المللی تونس قرطاج |
| پگاسوس ایرلاینز          | فرودگاه بین‌المللی صبیحه گوکچن فصلی: فرودگاه آنتالیا |
| پوبدا (شرکت هواپیمایی)   | فرودگاه آستراخان، فرودگاه چبوکساری، فرودگاه چلیابینسک، فرودگاه خرابوروفو، فرودگاه کیروف پوبدیلوف، فرودگاه اویتاش، فرودگاه مینرالنیه وودی، فرودگاه بین‌المللی مینسک، فرودگاه بین‌المللی شرمتیوو، فرودگاه بین‌المللی ونوکووا، فرودگاه بگیشفو، فرودگاه تولمچوا، فرودگاه بولشویه ساوینو، فرودگاه بین‌المللی کورومچ، Saratov، فرودگاه بین‌المللی سوچی، فرودگاه شپاکوفسکویه، فرودگاه بین‌المللی رسچینو، فرودگاه بین‌المللی اوفا، فرودگاه اولیانووسک باراتایوکا، فرودگاه بسلان، فرودگاه بین‌المللی ولگاگراد، فرودگاه کولتسوو |
| Qanot Sharq              | فرودگاه بین‌المللی بخارا، فرودگاه سمرقند |
| رد وینگز ایرلاینز        | فرودگاه بین‌المللی کوتائیسی (آغاز از ۲ دسامبر ۲۰۲۳)، فرودگاه بین‌المللی تفلیس (آغاز از ۱۸ نوامبر ۲۰۲۳)، فرودگاه بین‌المللی بن گوریون چارتر فصلی: فرودگاه بین‌المللی پوکت |
| روسیه ایرلاینز           | فرودگاه آنتالیا، کیروفسک آپاتیتی، فرودگاه تالاگی (بازگشایی از ۱ دسامبر ۲۰۲۳)، فرودگاه بین‌المللی حیدر علی‌اف، فرودگاه چلیابینسک، فرودگاه بین‌المللی آل مکتوم، فرودگاه گروزنی، فرودگاه بین‌المللی ایرکوتسک، فرودگاه استانبول، فرودگاه خرابوروفو، فرودگاه بین‌المللی قازان، فرودگاه یملیانو، فرودگاه اویتاش، فرودگاه مینرالنیه وودی، فرودگاه بین‌المللی دوموده‌دوو، فرودگاه بین‌المللی شرمتیوو، فرودگاه بین‌المللی ونوکووا، فرودگاه مورمانسک، فرودگاه نیژنوارتوفسک، فرودگاه استریگینو، فرودگاه تولمچوا، فرودگاه تسنترالنی، فرودگاه اورنبورگ تسنترالنی، فرودگاه پنزا، فرودگاه بولشویه ساوینو، فرودگاه بین‌المللی کورومچ، فرودگاه سمرقند، فرودگاه بین‌المللی سوچی، فرودگاه بین‌المللی سورگوت، فرودگاه سیکتیوکار، فرودگاه بین‌المللی تاشکند، فرودگاه بین‌المللی رسچینو، فرودگاه بین‌المللی اوفا، فرودگاه بین‌المللی ولگاگراد، فرودگاه کولتسوو، فرودگاه بین‌المللی زوارتنوتس |
| روس‌لاین                  | فرودگاه وسکوف (پایان در ۳۰ نوامبر ۲۰۲۳)، فرودگاه خانتی-مانسییسک، فرودگاه کوتلاس، فرودگاه ناریان-مار، فرودگاه تامبوف دونسکویه، فرودگاه یوشکار اولا (تعلیق‌شده) |
| اس۷ ایرلاینز             | فرودگاه بین‌المللی ایرکوتسک، فرودگاه بین‌المللی دوموده‌دوو، فرودگاه تولمچوا |
| اسکات ایرلاینز           | فرودگاه بین‌المللی نورسلطان نظربایف |
| Severstal Air Company    | فرودگاه چرپووتس، فرودگاه اوختا فصلی: کیروفسک آپاتیتی، سووتسکی تیومنسکایا |
| سیچوان ایرلاینز          | Chengdu–Tianfu |
| نورداویا                 | فرودگاه تالاگی (بازگشایی از ۱ دسامبر ۲۰۲۳)، فرودگاه چلیابینسک، فرودگاه خرابوروفو، فرودگاه بین‌المللی قازان، فرودگاه بین‌المللی شرمتیوو، فرودگاه مورمانسک، فرودگاه استریگینو، فرودگاه تولمچوا، فرودگاه بین‌المللی کورومچ، فرودگاه بین‌المللی سوچی، فرودگاه سیکتیوکار، فرودگاه بین‌المللی اوفا، فرودگاه کولتسوو فصلی: فرودگاه یملیانو، فرودگاه مینرالنیه وودی، فرودگاه اورنبورگ تسنترالنی، فرودگاه بولشویه ساوینو، فرودگاه بین‌المللی رسچینو، فرودگاه بین‌المللی ولگاگراد |
| سامان ایر                | فرودگاه بین‌المللی دوشنبه، فرودگاه خجند |
| Southwind Airlines       | چارتر فصلی: فرودگاه آنتالیا |
| تونس ایر                 | فصلی: فرودگاه بین‌المللی منستیر – حبیب بورقیبه |
| ترکیش ایرلاینز           | فرودگاه استانبول فصلی: فرودگاه آنتالیا، فرودگاه میلاس-بودروم، فرودگاه دالامان |
| اورال ایرلاینز           | فرودگاه بین‌المللی مناس، فرودگاه بین‌المللی دوشنبه، فرودگاه خرابوروفو، فرودگاه خجند، فرودگاه کولاب، فرودگاه بین‌المللی دوموده‌دوو، فرودگاه اوش، فرودگاه بین‌المللی سوچی، فرودگاه کولتسوو فصلی: فرودگاه گورنو-آلتایسک |
| یوتی‌ایر اوییشن           | فرودگاه بین‌المللی حیدر علی‌اف، فرودگاه بین‌المللی ونوکووا، فرودگاه سمرقند، فرودگاه بین‌المللی سورگوت، فرودگاه بین‌المللی زوارتنوتس |
| UVT Aero                 | فصلی: Tobolsk |
| ازبکستان ایرویز          | فرودگاه بین‌المللی بخارا، فرودگاه فرغانه، فرودگاه سمرقند، فرودگاه بین‌المللی تاشکند، فرودگاه ترمذ، فرودگاه گرگانج |
| وولوگدا اوییشن انترپرایز | فرودگاه وولوگدا |
| یاکوتیا ایرلاینز         | فرودگاه یاکوتسک |
| یامال ایرلاینز           | فرودگاه نادیم، فرودگاه نووی اورنگوی، فرودگاه نویابرسک، فرودگاه سالخارد |

## آمارها

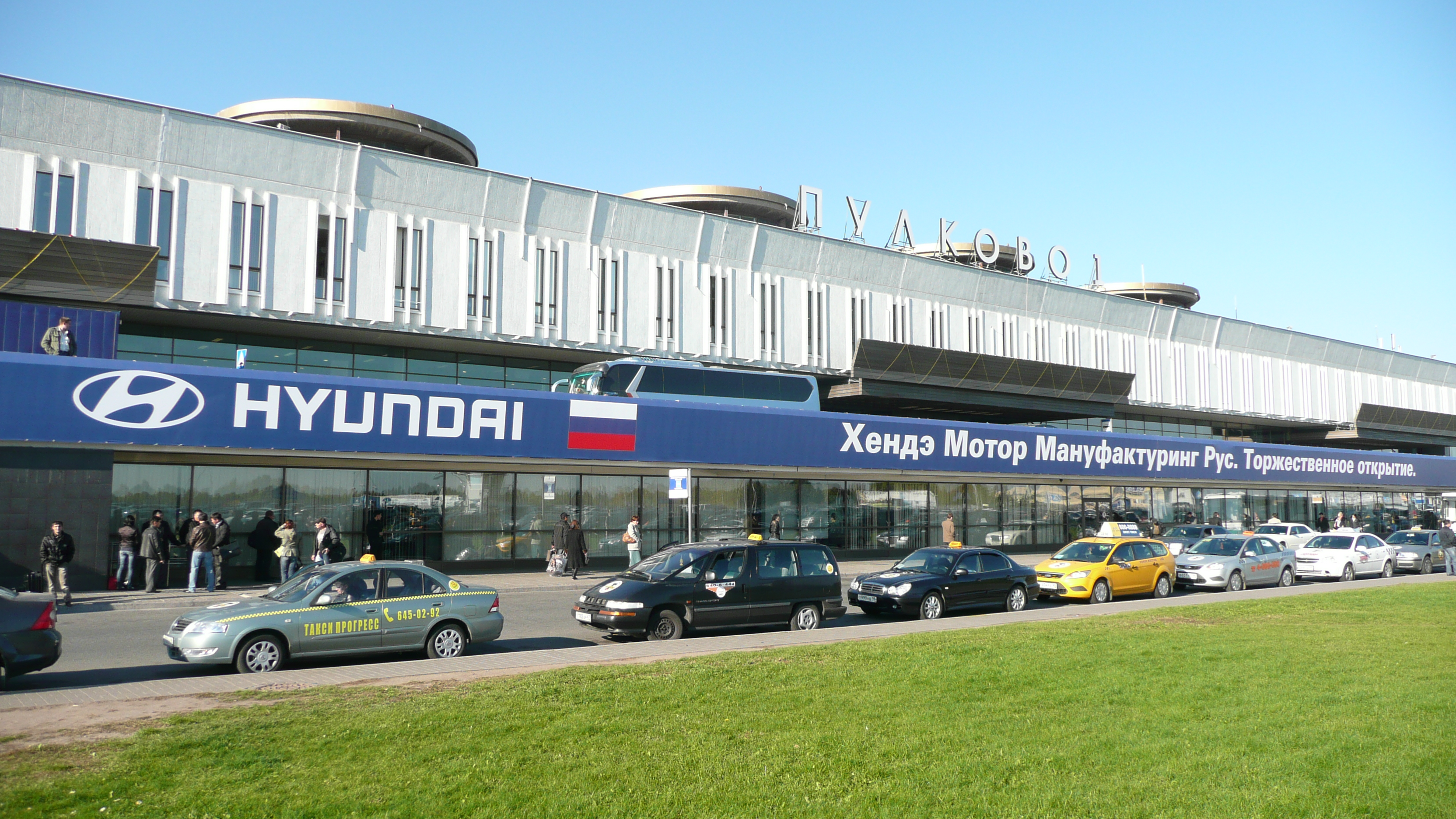
فضای بیرونی ترمینال ۱ قدیمی

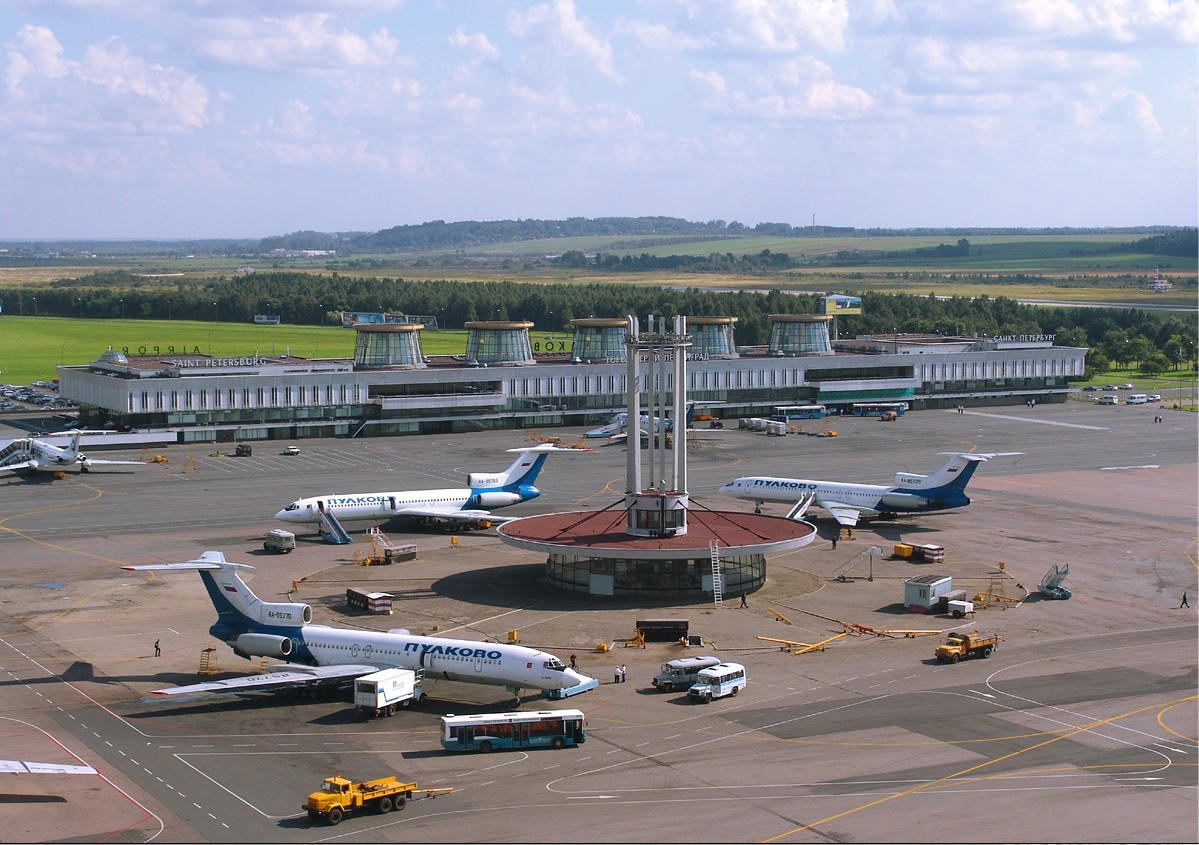
نمای تاکسی‌وی

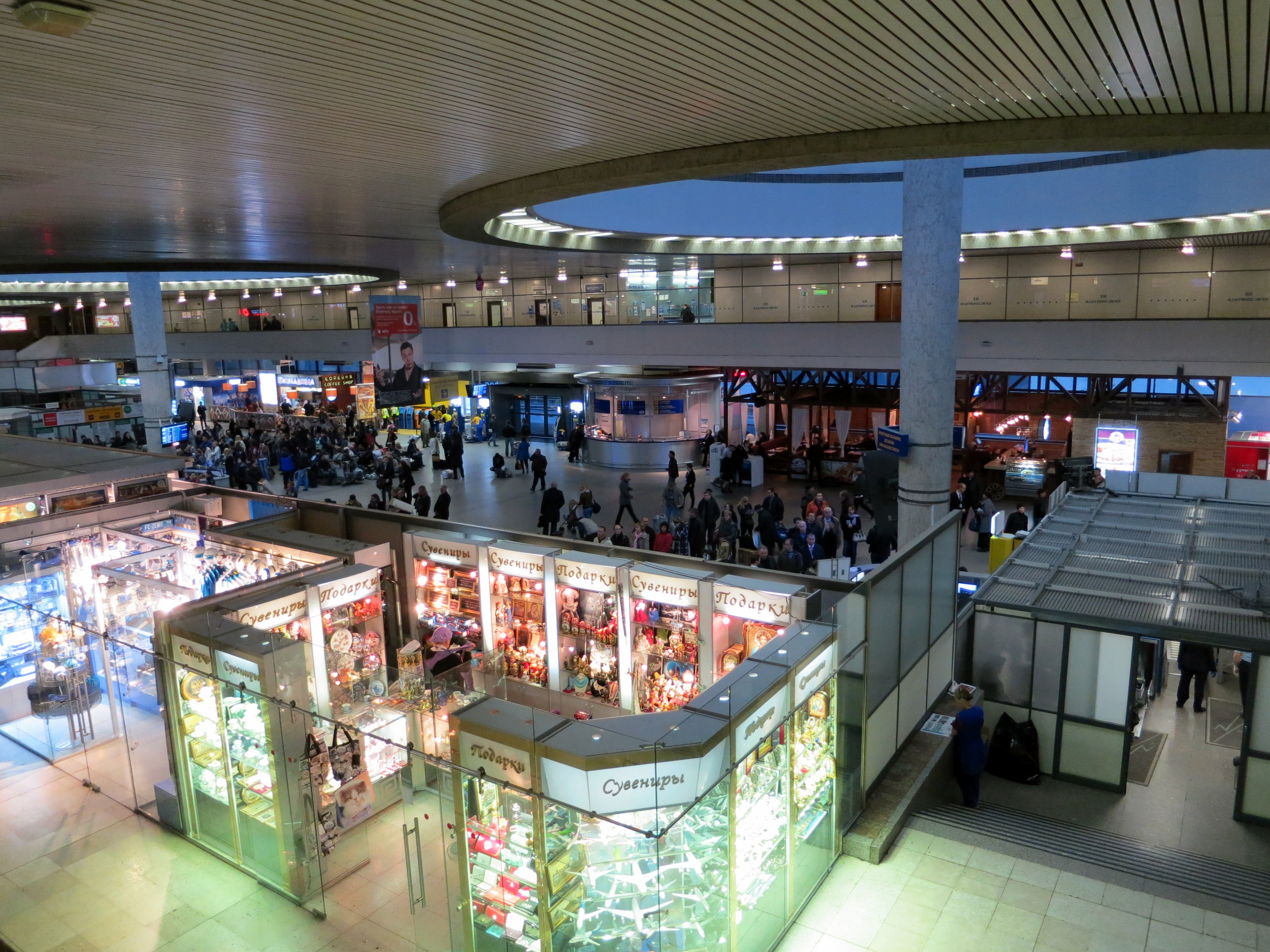
فروشگاه‌های ترمینال ۱

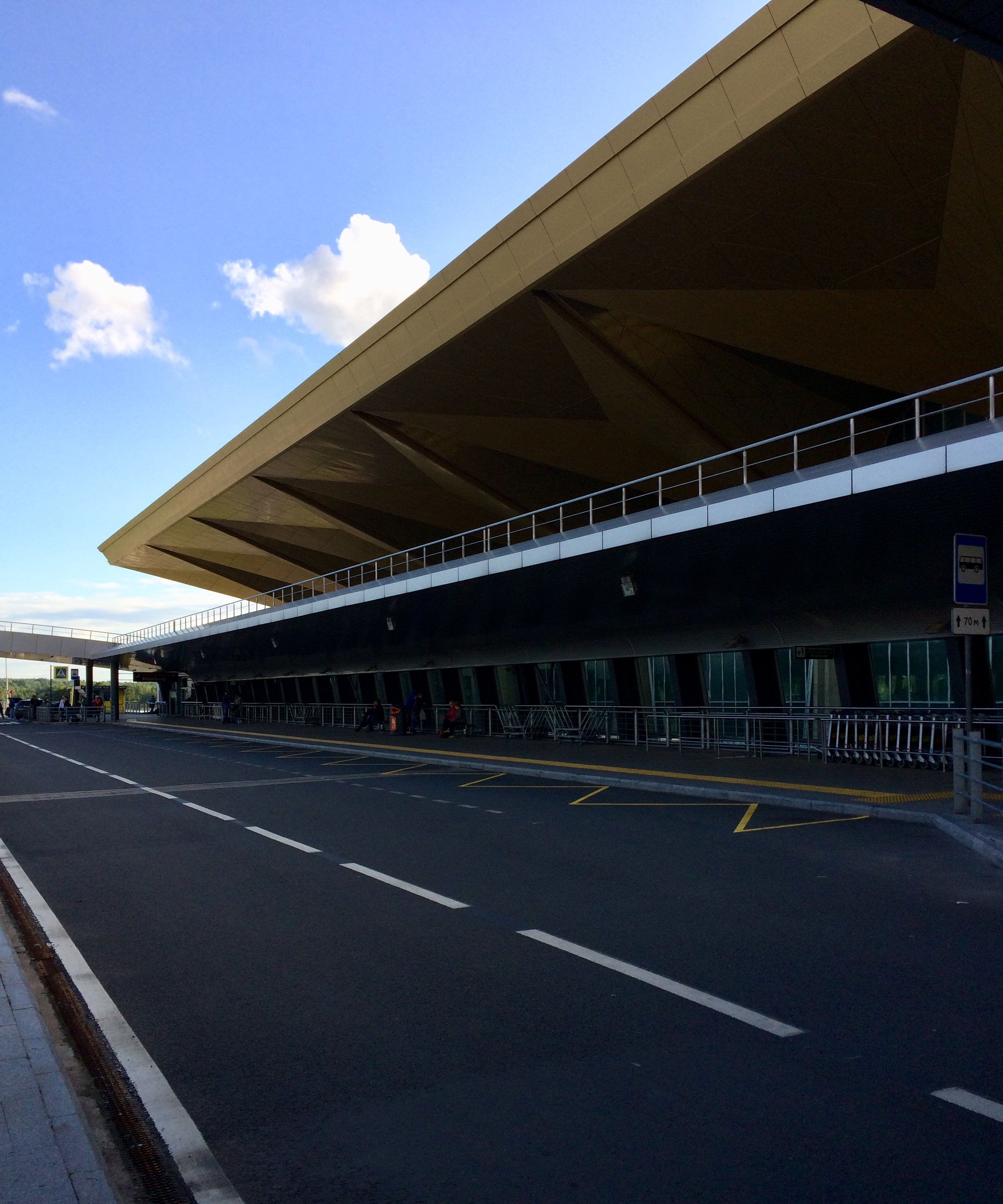
فضای بیرونی ترمینال جدید

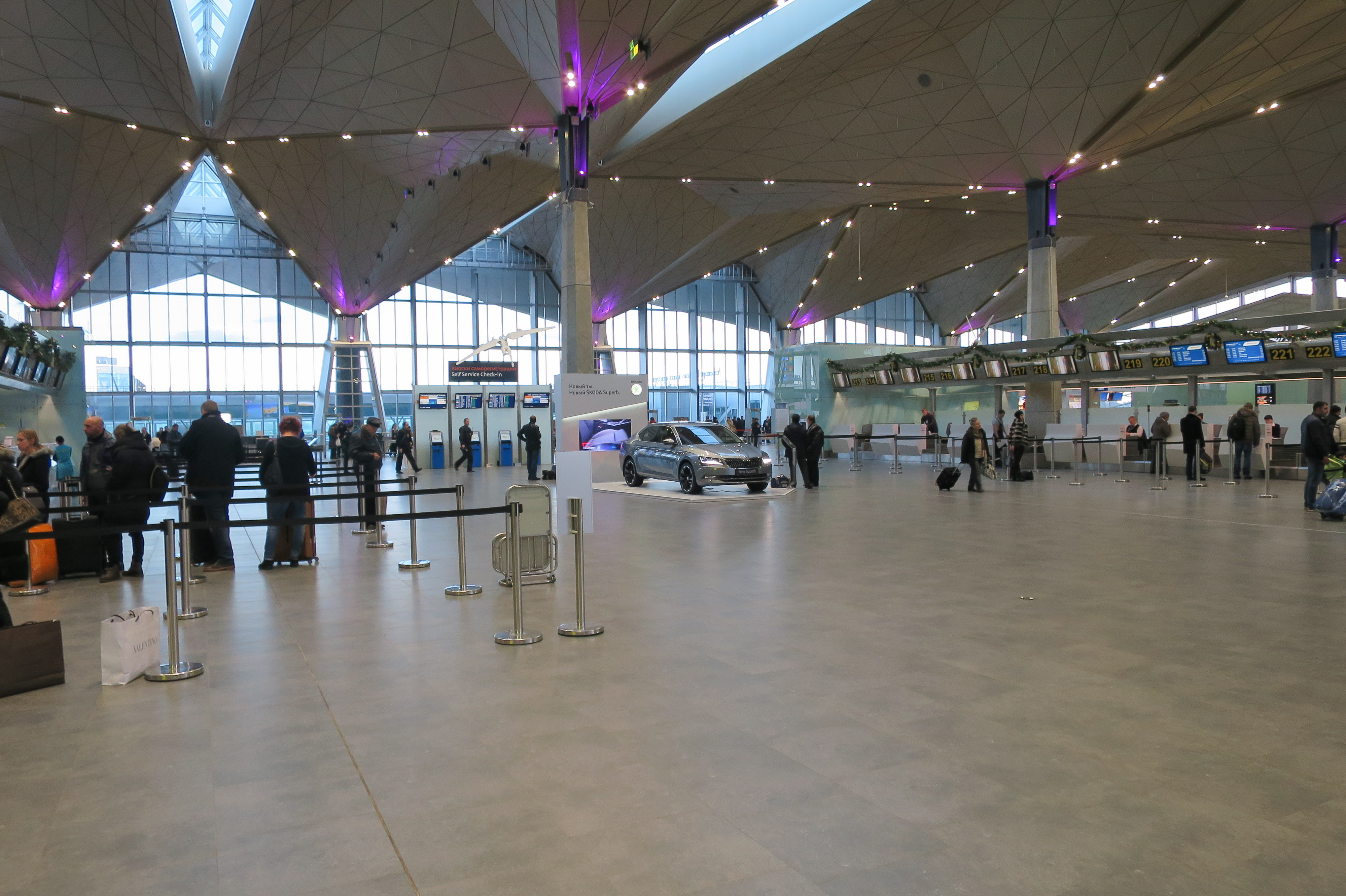
فضای داخلی ترمینال جدید

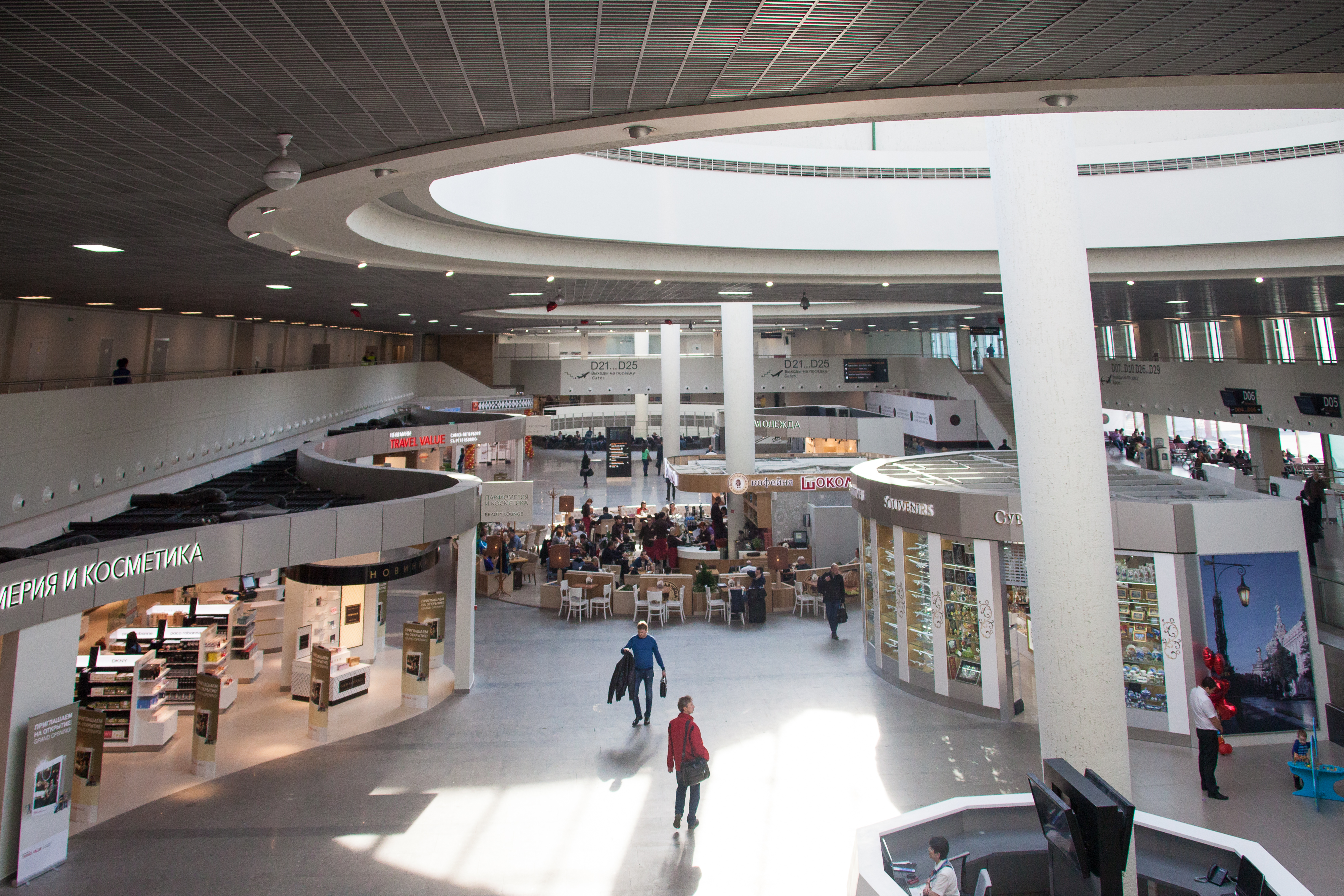
فضای داخلی ترمینال ۱ بعد از بازسازی

### ترافیک سالیانه
| سال  | تعداد مسافر | ٪ تغییر |
| ---- | ----------- | ------- |
| ۲۰۰۴ | ۴٬۳۳۷٬۷۴۹   | بی‌تغییر |
| ۲۰۰۵ | ۴٬۶۵۴٬۴۰۵   | ۷٫۳٪    |
| ۲۰۰۶ | ۵٬۱۰۱٬۸۴۲   | ۹٫۶٪    |
| ۲۰۰۷ | ۶٬۱۳۷٬۸۰۵   | ۲۰٪     |
| ۲۰۰۸ | ۷٬۰۷۱٬۵۳۷   | ۱۵٫۲٪   |
| ۲۰۰۹ | ۶٬۷۵۸٬۳۵۲   | −۴٫۴٪   |
| ۲۰۱۰ | ۸٬۴۴۳٬۷۵۳   | ۲۵٪     |
| ۲۰۱۱ | ۹٬۶۱۰٬۷۶۷   | ۱۴٪     |
| ۲۰۱۲ | ۱۱٬۱۵۴٬۵۶۰  | ۱۶٪     |
| ۲۰۱۳ | ۱۲٬۸۵۴٬۳۶۶  | ۱۵٫۲٪   |
| ۲۰۱۴ | ۱۴٬۲۶۴٬۷۳۲  | ۱۱٪     |
| ۲۰۱۵ | ۱۳٬۵۰۰٬۱۲۵  | −۵٫۳٪   |
| ۲۰۱۶ | ۱۳٬۳۰۰٬۰۰۰  | −۱٫۴٪   |
| ۲۰۱۷ | ۱۶٬۱۲۵٬۵۲۰  | ۲۱٫۲٪   |
| ۲۰۱۸ | ۱۸٬۱۲۲٬۲۸۶  | ۱۲٫۴٪   |
| ۲۰۱۹ | ۱۹٬۵۸۱٬۲۶۲  | ۸٫۱٪    |
| ۲۰۲۰ | ۱۰٬۹۴۴٬۴۲۱  | −۴۵٫۱٪  |
| ۲۰۲۱ | ۱۸٬۰۴۳٬۴۶۴  | ۶۴٫۸٪   |
| ۲۰۲۲ | ۱۸٬۱۴۰٬۱۰۰  | ۰٫۶٪    |

### آمار مسیرها
| ردیف | شهر            | منطقه             | فرودگاه‌ها                                                                         | تعداد مسافران |
| ---- | -------------- | ----------------- | --------------------------------------------------------------------------------- | ------------- |
| ۱    | مسکو           | مسکو استان مسکو   | فرودگاه بین‌المللی دوموده‌دوو، فرودگاه بین‌المللی شرمتیوو، فرودگاه بین‌المللی ونوکووا | ۵٬۰۵۱٬۵۱۸     |
| ۲    | سیمفروپول      | جمهوری کریمه      | فرودگاه بین‌المللی سیمفروپول                                                       | ۶۵۳٬۸۴۴       |
| ۳    | سوچی           | سرزمین کراسنودار  | فرودگاه بین‌المللی سوچی                                                            | ۵۶۷٬۸۲۷       |
| ۴    | کالینینگراد    | استان کالینینگراد | فرودگاه خرابوروفو                                                                 | ۵۱۱٬۵۲۰       |
| ۵    | یکاترینبورگ    | استان سوردلوفسک   | فرودگاه کولتسوو                                                                   | ۴۱۷٬۰۱۱       |
| ۶    | کراسنودار      | سرزمین کراسنودار  | فرودگاه پاشکوفسکی                                                                 | ۴۰۹٬۷۵۸       |
| ۷    | نووسیبیرسک     | استان نووسیبیرسک  | فرودگاه تولمچوا                                                                   | ۳۸۲٬۸۴۹       |
| ۸    | آرخانگلسک      | استان آرخانگلسک   | فرودگاه تالاگی                                                                    | ۳۲۹٬۲۳۳       |
| ۹    | روستوف-نا-دونو | استان روستوف      | فرودگاه روستوف-نا-دونو                                                            | ۳۰۸٬۱۱۸       |
| ۱۰   | مورمانسک       | استان مورمانسک    | فرودگاه مورمانسک                                                                  | ۳۰۶٬۵۶۴       |

| ردیف | شهر     | کشور      | فرودگاه‌ها                          | تعداد مسافران |
| ---- | ------- | --------- | ---------------------------------- | ------------- |
| ۱    | مینسک   | بلاروس    | فرودگاه بین‌المللی مینسک            | ۲۹۲٬۰۴۴       |
| ۲    | تاشکند  | ازبکستان  | فرودگاه بین‌المللی تاشکند           | ۱۳۲٬۷۸۵       |
| ۳    | سمرقند  | ازبکستان  | فرودگاه سمرقند                     | ۱۰۰٬۲۵۵       |
| ۴    | کیشیناو | مولدووا   | فرودگاه بین‌المللی کیشیناو          | ۹۵٬۶۹۸        |
| ۵    | دوشنبه  | تاجیکستان | فرودگاه بین‌المللی دوشنبه           | ۸۶٬۴۳۰        |
| ۶    | آلماتی  | قزاقستان  | فرودگاه بین‌المللی آلماتی           | ۸۲٬۶۰۵        |
| ۷    | ایروان  | ارمنستان  | فرودگاه بین‌المللی زوارتنوتس        | ۶۰٬۵۷۰        |
| ۸    | گرگانج  | ازبکستان  | فرودگاه گرگانج                     | ۵۷٬۲۷۴        |
| ۹    | آستانه  | قزاقستان  | فرودگاه بین‌المللی نورسلطان نظربایف | ۵۲٬۳۱۹        |
| ۱۰   | اوش     | قرقیزستان | فرودگاه اوش                        | ۵۱٬۵۹۳        |

| ردیف | شهر       | کشور              | فرودگاه‌ها                           | تعداد مسافران |
| ---- | --------- | ----------------- | ----------------------------------- | ------------- |
| ۱    | آنتالیا   | ترکیه             | فرودگاه آنتالیا                     | ۸۹۳٬۹۲۷       |
| ۲    | فرانکفورت | آلمان             | فرودگاه بین‌المللی فرانکفورت         | ۲۷۳٬۰۱۷       |
| ۳    | مونیخ     | آلمان             | فرودگاه مونیخ                       | ۲۴۸٬۲۹۱       |
| ۴    | پاریس     | فرانسه            | فرودگاه شارل دوگل پاریس             | ۲۴۵٬۹۵۲       |
| ۵    | لارناکا   | قبرس              | فرودگاه بین‌المللی لارناکا           | ۲۲۵٬۹۴۳       |
| ۶    | هلسینکی   | فنلاند            | فرودگاه هلسینکی                     | ۲۰۹٬۸۹۰       |
| ۷    | ریگا      | لتونی             | فرودگاه بین‌المللی ریگا              | ۱۹۴٬۲۴۸       |
| ۸    | پراگ      | جمهوری چک         | فرودگاه پراگ رازیون                 | ۱۸۶٬۸۴۵       |
| ۹    | دبی       | امارات متحده عربی | فرودگاه بین‌المللی دبی               | ۱۸۶٬۴۲۸       |
| ۱۰   | رم        | ایتالیا           | فرودگاه لئوناردو دا وینچی-فیومیچینو | ۱۶۹٬۶۳۷       |